# Tân Châu, Thiệu Hóa
Tân Châu là một xã thuộc huyện Thiệu Hóa, tỉnh Thanh Hóa, Việt Nam.

## Địa lý
Xã Tân Châu nằm ở hữu ngạn sông Chu, dọc theo núi Đọ, có vị trí địa lý:
- Phía đông giáp thành phố Thanh Hóa
- Phía tây giáp thị trấn Thiệu Hóa và xã Thiệu Nguyên
- Phía nam giáp xã Thiệu Giao và huyện Đông Sơn
- Phía bắc giáp xã Thiệu Duy và xã Thiệu Hợp.

Xã Tân Châu có diện tích 7,41 km², dân số năm 2018 là 6.157 người, mật độ dân số đạt 831 người/km².

## Lịch sử
Địa bàn xã Tân Châu ngày nay trước đây vốn là hai xã Thiệu Châu và Thiệu Tân.
Vùng đất xã Thiệu Tân thời Lê là làng Đông Xá thuộc tổng Đại Bối, huyện Đông Sơn, phủ Thiệu Thiên. Đến triều Gia Long, phủ Thiệu Thiên được đổi làm phủ Thiệu Hóa. Sau đó Đông Xá được đổi thành Trần Xá rồi đổi sang Tòng Tân.
Năm 1900, hai tổng Vận Quy và Đại Bối của huyện Đông Sơn được chuyển vào huyện Thuỵ Nguyên, cùng phủ Thiệu Hóa, địa bàn xã Thiệu Tân thuộc tổng Đại Bối còn địa bàn xã Thiệu Châu thuộc tổng Vận Quy.
Sau Cách mạng tháng Tám, thành lập huyện Thiệu Hóa từ huyện Thụy Nguyên, đồng thời thành lập xã Thiệu Tân và xã Thiệu Châu thuộc huyện Thiệu Hóa.
Năm 1977, cùng với các xã hữu ngạn sông Chu thuộc huyện Thiệu Hóa, xã Thiệu Châu và xã Thiệu Tân được sáp nhập với huyện Đông Sơn thành huyện Đông Thiệu.
Năm 1982, huyện Đông Thiệu đổi tên thành huyện Đông Sơn.
Năm 1996, tái lập huyện Thiệu Hóa, xã Thiệu Châu và xã Thiệu Tân lại chuyển về huyện Thiệu Hóa.
Trước khi sáp nhập, xã Thiệu Tân có diện tích 4,07 km², dân số là 2.811 người, mật độ dân số đạt 691 người/km², gồm 2 làng: Tòng Tân Nội (trong đê sông Chu) và Tòng Tân Ngoại (ngoài đê).
Xã Thiệu Châu có diện tích 3,34 km², dân số là 3.346 người, mật độ dân số đạt 1.002 người/km², gồm 4 làng: Núi (vào đầu thế kỉ 19 là làng Thọ Sơn thuộc xã Cổ Đô, tổng Vận Quy, huyện Đông Sơn, phủ Thiệu Thiên), Go (trước đây là Yên Tân), Phú Văn (tên nôm là Kẻ Họ), Đắc Châu (tên nôm là làng Chòm, trước đây có tên là Ngọc Hoạch, từ đầu thế kỉ 20 đổi sang Đắc Châu).
Ngày 16 tháng 10 năm 2019, Ủy ban Thường vụ Quốc hội ban hành Nghị quyết số 786/NQ-UBTVQH14 về việc sắp xếp các đơn vị hành chính cấp xã thuộc tỉnh Thanh Hóa (nghị quyết có hiệu lực từ ngày 1 tháng 12 năm 2019). Theo đó, sáp nhập toàn bộ diện tích và dân số của hai xã Thiệu Tân và Thiệu Châu thành xã Tân Châu.

## Di tích
- Di chỉ Núi Đọ: nơi tìm thấy một số công cụ bằng đá của người tối cổ ở Việt Nam
- Đình và đền Đắc Châu: được công nhận là di tích lịch sử - văn hóa cấp tỉnh[6].